# Eduardo Palanca Asensi
Eduardo Palanca Asensi (València, 2 de setembre de 1837 -Màlaga, 30 de novembre de 1900) va ser un advocat i polític republicà espanyol.

## Biografia
El seu pare era un professor de la Facultat de Medicina de la Universitat de València que quan ell era petit es traslladà amb tota la seva família a Màlaga, on va fer els primers estudis a l'Institut del carrer Gaona de 1850 a 1855. Va estudiar dret a la Universitat de Granada i fou cap del Partit Democràtic a Màlaga. A poc a poc evolucionà cap al republicanisme i quan es produí la revolució de 1868 fou el president de la Junta Revolucionària de Màlaga i de l'Ateneu Revolucionari Liberal. Fou elegit diputat per Màlaga a les eleccions generals espanyoles de 1869, 1871, agost de 1872 i 1873 dins les files del Partit Republicà Democràtic Federal. Durant la Primera República Espanyola, va exercir la cartera d'Ultramar entre juliol i setembre de 1873 durant la presidència de Nicolás Salmerón. Candidat a la presidència de la República el gener de 1874, es va frustrar el seu nomenament per l'entrada de les forces de la guàrdia civil comandades per Manuel Pavía durant la votació que anava guanyant.
En triomfar la restauració borbònica deixà la política i es dedicà a exercir d'advocat. Fou degà del Col·legi d'Advocats de Màlaga el 1879-1881 i el 1887-1889.